# Sha Na Na
Sha Na Na es un grupo estadounidense de rock and roll y doo-wop fundado en 1969. Su repertorio está basado en la música y el baile de los años 50 y en la cultura urbana de Nueva York en dicha década. Tras ganar fama por su actuación en el festival de Woodstock, algo que fue posible debido a la amistad del grupo con Jimi Hendrix, la banda presentó entre 1977 y 1981, el exitoso programa televisivo de variedades Sha Na Na.
Se presentan a sí mismos como una "banda callejera de Nueva York", sus miembros, a menudo visten ropa de lamé dorado, chaquetas de cuero y se peinan con tupé.

## Historia
Concebido por George Leonard, estudiante de posgrado en humanidades, y posteriormente coreógrafo del grupo, Sha Na Na comenzaron a actuar en 1969 en el apogeo de la contracultura hippie. Sólo cinco meses después de que Leonard le explicara su concepto al grupo, debido a la expectación que habían generado sus actuaciones en un club de la ciudad de Nueva York frecuentado por famosos músicos de rock y otros profesionales del negocio discográfico, la banda obtuvo una invitación para actuar en el Festival de Woodstock. Para ello contaron fundamentalmente con la ayuda de Jimi Hendrix, con quien habían entablado una gran amistad. Su actuación precedió a la de Hendrix, que fue el artista que cerró el festival.  El concierto de Sha Na Na en Woodstock causó una gran sensación entre el público, que tras finalizar su última canción, una versión del éxito de los 50, "At the Hop", despidió al grupo en pie con una gran ovación, forzando un "bis". La inclusión de este tema en el documental de Michael Wadleigh, contribuyó a que la banda alcanzara fama a nivel nacional y ayudó en la creación de una moda nostálgica de los años 50, que se tradujo en la creación de grupos como Flash Cadillac, Showaddywaddy y Big Daddy, así como del musical de Broadway, Grease y su posterior adaptación cinematográfica, la película American Graffiti y la serie de televisión Días felices.
Antes de 1969, los miembros de la banda formaban parte del tradicional grupo de música a cappella de la Universidad de Columbia, llamado Columbia Kingsmen. Cuando comenzaron a actuar siguiendo la planificación de Leonard, decidieron tomar el nombre de Sha Na Na, para no crear confusión con el grupo The Kingsmen que habían alcanzado el éxito en 1963 con la canción "Louie Louie". El primer mánager del grupo, Ed Goodgold, había diseñado un juego de preguntas y respuestas que se convirtió en uno de los primeros concursos de este tipo en Estados Unidos, presentado en 1965 por Dan Carlinsky. Algunos de los miembros de los Columbia Kingsmen trabajaron en este concurso como cantantes. Cuatro años más tarde, Goodgold fue coautor de "Rock 'n' Roll Trivia", justo al mismo tiempo que él, junto con la William Morris Agency comenzaban a dirigir la carrera de Sha Na Na.
Desde 1969 hasta 1971, la banda actuó en escenarios como Fillmore East y Fillmore West, teloneando a artistas como the Grateful Dead, the Mothers of Invention y The Kinks. Cuando Sha Na Na comenzaron a encabezar carteles uno de los artistas que los telonearon fue Bruce Springsteen. En 1972, Sha Na Na fueron uno de los cuatro artistas a los que John Lennon y Yoko Ono invitaron a actuar en un concierto benéfico celebrado en el Madison Square Garden. Posteriormente el grupo colaboró con la banda sonora de la película de 1978, Grease, y entre 1977 y 1982, alcanzaron sus más altas cotas de popularidad presentando su propio programa de televisión Sha Na Na, que contó con invitados como James Brown, Ramones, Chuck Berry, Little Richard, Bo Diddley, The Ronettes o Chubby Checker.
La formación original de la banda estaba compuesta por doce músicos, Robert A. Leonard (Rob Leonard)  (vocalista bajo), Alan Cooper (vocalista bajo), Frederick "Dennis" Greene  (Denny) (coros), Henry Gross (guitarra), Jocko Marcellino (batería), Joe Witkin (piano), Scott Powell (coros), Donald "Donny" York (coros), Elliot "Gino" Cahn (guitarra rítmica), Rich Joffe (coros), Dave Garrett (coros) y Bruce "Bruno" Clarke (bajo eléctrico). Inicialmente, los tres vocalistas principales aparecían vestidos de lamé dorado, mientras que el resto del grupo lo hacían vestidos al estilo "greaser". En su álbum The Golden Age of Rock and Roll, el cantante principal se burla de la audiencia en una de las pistas en vivo al anunciar: "Solo tenemos una cosa que decirles, malditos hippies, y es que el rock and roll está aquí para quedarse". El político de Timor Oriental, Xanana Gusmão tomó su apodo por la banda.

## Televisión
Sha Na Na presentaron entre 1977 y 1981 el programa de variedades Sha Na Na. Fue uno de los programa de redifusión de mayor éxito durante el tiempo que duró la emisión. Fue producido por Pierre Cossette y distribuido a través de LBS Communications.
El programa presentaba al grupo interpretándo éxitos de las décadas de 1950 y 1960, junto con sketches cómicos. El plató simulaba un típico concierto de los 50, aunque en ocasiones la acción se desarrollaba en escenarios que simulaban una calle o una heladería, donde ellos y sus invitados interpretaban numerosas canciones. 
Entre los colaboradores del programa se encontraban actores y comediantes como Avery Schreiber, Kenneth Mars, Philip Roth, Pamela Myers, Jane Dulo, June Gable, Soupy Sales, Michael Sklar y Karen Hartman.
Entre los invitados al programa se encontraban figuras como Jan & Dean, Fabian, Chuck Berry, Chubby Checker, The Ramones, Ethel Merman, Frank Gorshin, Dusty Springfield, Barbara Mandrell, Stephanie Mills, Billy Crystal, Kim Carnes, Danny and the Juniors, Connie Stevens, Isaac Hayes, Rita Moreno, Del Shannon, Andy Gibb o Barbi Benton.

## Cine
El grupo apareció en los documentales Woodstock (1970) y Festival Express (2003).
Sha Na Na también participaron en la película Grease (adaptación del musical de Broadway homónimo) actuando bajo el nombre de Johnny Casino and the Gamblers. Sus aportaciones a la banda sonora de Grease incluyeron dos canciones del musical original de 1971; "Those Magic Changes" y "Born to Hand Jive", así como cuatro canciones clásicas de los primeros años del rock and roll; "Hound Dog" (1956), "Blue Moon" (1956), "Tears on My Pillow" (1958), y "Rock and Roll Is Here to Stay" (1958). La canción "Sandy", cantada por John Travolta en la película, fue coescrita específicamente para la película por el miembro de Sha Na Na, Scott Simon.

## Discografía

### Álbumes
- Rock and Roll Is Here to Stay [1969, US Billboard Album Chart 183]
- Sha Na Na [1971, US Billboard Album Chart 122]
- The Night Is Still Young [1972, US Billboard Album Chart 156]
- The Golden Age of Rock ’n’ Roll [1973, US Billboard Album Chart 38, certificado disco de oro por la RIAA]
- From the Streets of New York (live) [1973, US Billboard Album Chart 140]
- Hot Sox [1974, US Billboard Album Chart 165]
- Sha Na Now [1975, US Billboard Album Chart 162]
- Rock 'n Roll Graffiti – Live in Japan [1975]
- Rockin' in the 1980s [1980]
- Silly Songs [1981]
- 34th & Vine (1990)
- Live in Concert
- Rock 'n Roll Dance Party
- Then He Kissed Me [1999]
- Live in Japan (with Conny) [2000]
- Rockin' Christmas [2002]
- One More Saturday Night [2006]

### Sencillos
- "Remember Then" / "Rock & Roll Is Here To Stay" [1969, US Cash Box Singles Chart 114]
- "Payday" / "Portnoy" [1970]
- "Only One Song" / "Jail House Rock" [1971, US Billboard Singles Chart 110]
- "Top Forty" / "Great Balls Of Fire" [1971, US Billboard Singles Chart 84]
- "Eddie and the Evergreens" / "In the Still of the Night" (from The Night Is Still Young álbum) [1972]
- "Bounce in Your Buggy" / "Bless My Soul" [1972, US Cash Box Singles Chart 124]
- "Maybe I'm Old Fashioned" / "Stroll All Night" (longer version) [1974]
- "(Just Like) Romeo And Juliet" / "Circles Of Love" [1975, US Billboard Singles Chart 55]
- The Sha-Na-Netts – (Just Like) Romeo And Juliet (No Lead Vocals) / Flint-Niks – The Flint-Nik Rock [1975]
- "Smokin' Boogie" / "We're Still Smokin'" [1975]